# Aeroporto José Leonardo Chirino
O Aeroporto José Leonardo Chirino (código IATA: CZE, código OACI: SVCR), está localizado na cidade de Coro, Venezuela. É o segundo aeroporto em importância do estado Falcón, situado no ocidente venezuelano.

## Fechamento temporário
O aeroporto perdeu sua classificação internacional devido ao estado de abandono em que estava. A governadora do estado de Falcón, Stella Lugo de Montilla, prometeu resolver os problemas do aeroporto e ajudar a abrir novas rotas no médio prazo.
Os voos para Caracas pela Conviasa e Avior foram suspensos desde o início de 2011. O presidente Hugo Chávez aprovou recursos para mais de 97 milhões de bolívares para reativar o aeroporto. As obras começaram em fevereiro de 2012. Após a aprovação, foram realizadas diversas obras de renovação, incluindo o asfalto e o recondicionamento de 2150 m, a extensão de 45 a 75 metros da pista principal e plataforma, zonas e módulos de verificação para o passageiro e a cerca perimetral de 7 km que constitui a base do aeroporto.

## Reativação
Às 8:00 da manhã, em 4 de dezembro de 2012, as operações comerciais no aeroporto José Leonardo Chirino de Coro foram reativadas pela Conviasa, estatal, com um vôo direto do Aeroporto Internacional Simón Bolívar de Maiquetía em um CRJ Bombardier -700 com registro (YV2115) que foi recebido com o tradicional cruzamento de águas pelos bombeiros aeronáuticos do terminal aéreo. Durante a reativação das operações comerciais foram representantes da autoridade aeronáutica nacional adscrita ao Ministério do Poder Popular para Transportes Aquáticos e Air, o presidente do Instituto Nacional de Aeronáutica Civil (INAC) Geral da Divisão Francisco Paz Fleitas e o presidente da Conviasa General de A brigada César Martínez, bem como o governador do estado Falcón que recebeu a aeronave na plataforma do aeroporto.
Os destinos a Ponto Fixo, Maracaibo e Valera começarão pouco depois da reativação do terminal aéreo. Esperam-se mais voos a outros lugares de Venezuela bem como a recuperação da categoria internacional.